# Zinédine Zidane Football
Zinédine Zidane Football (Complete Onside Soccer) est un jeu vidéo de sport (football) développé par Elite Systems et édité par Telstar Electronic Studios, sorti en 1996 sur PlayStation et DOS.
La version française, distribuée par Ubisoft tient son nom du joueur Zinédine Zidane.

## Accueil
- PC Team : 92 %[1]